# جو جیکابسون
جو جیکابسون (انگلیسی: Joe Jacobson؛ زادهٔ ۱۷ نوامبر ۱۹۸۶) بازیکن فوتبال اهل بریتانیا است.
از باشگاه‌هایی که در آن بازی کرده‌است می‌توان به باشگاه فوتبال وایکام واندررز، باشگاه فوتبال بریستول راورز، باشگاه فوتبال اولدهام اتلتیک، باشگاه فوتبال کاردیف سیتی، باشگاه فوتبال آکرینگتون استنلی، و باشگاه فوتبال شروزبری تاون اشاره کرد.
وی همچنین در تیم ملی فوتبال زیر ۲۱ سال ولز بازی کرده‌است.